# Kathrin Schweinberger
Kathrin Schweinberger (* 29. Oktober 1996 in Jenbach) ist eine österreichische Radsportlerin.

## Sportliche Laufbahn
Gemeinsam mit ihrer Zwillingsschwester Christina betrieb Kathrin Schweinberger von Kind auf verschiedene Sportarten.
Bis 2010 stand der Skisport an erster Stelle, daneben übten sie Judo, Duathlon und Radsport aus. Obwohl beide Sportlerinnen schließlich im Tiroler Skisportkader waren, entschieden sie sich für den Radsport, „denn dort hat man seinen Gegner direkt neben sich, was beim Skifahren nicht so der Fall ist“.
2012 wurde Kathrin Schweinberger erstmals österreichische Jugend-Meisterin, im Straßenrennen und im Einzelzeitfahren. Im Jahr darauf wurde sie nationale Junioren-Meisterin im Einzelzeitfahren, 2014 gewann sie – wiederum als Juniorin – beide nationalen Straßenwettbewerbe. 2013 startete sie bei den Straßenweltmeisterschaften im Straßenrennen der Juniorinnen, musste aber aufgeben. 2020 und 2021 wurde sie nationale Straßenmeisterin der Elite.
Auch auf der Bahn ist Schweinberger erfolgreich: Am 4. Oktober 2013 stellte sie mit 35,88 Sekunden einen neuen österreichischen Juniorinnen-Rekord über 500 Meter auf. 2015 errang sie drei österreichische Titel im Omnium, im Scratch sowie im 500-Meter-Zeitfahren. 2018 gewann sie eine Etappe und die Punktewertung der Tour of Uppsala; in der Gesamtwertung belegte sie Platz zwei. Nach fünf Jahren ohne Sieg bei einem internationalen Rennen gewann sie 2024 das Eintagesrennen Dwars door de Westhoek.
Im September 2024 unterzeichnete Schweinberger beim US-Team Human Powered Health einen Vertrag ab 2025.

## Beruf und Familie
Kathrin Schweinbergers Zwillingsschwester Christina ist ebenfalls Radrennfahrerin. Vor dem Beginn ihrer Radsportkarriere waren beide  im Skisport aktiv und dort im Tiroler Landeskader. Zum Ausgleich betrieben sie Judo, Duathlon und Straßenradsport.
Kathrin Schweinberger hat die AHS mit Matura 2015 absolviert.
Sie ist aktive Sportlerin des Heeressportzentrums des Österreichischen Bundesheers. Als Heeressportlerin trägt sie mit Stand Dezember 2020 den Dienstgrad Gefreiter.
Kathrin Schweinberger studiert mit Stand Oktober 2022 an der Universität Innsbruck Lehramt Mathematik und Geografie und wird beim Vereinbaren von Studium und Leistungssport durch das Studienförderprogramm SLS von KADA unterstützt.

## Erfolge

### Straße
2012
- Österreichische Jugend-Meisterin – Straßenrennen, Einzelzeitfahren

2013
- Österreichische Junioren-Meisterin – Einzelzeitfahren

2014
- Österreichische Junioren-Meisterin – Straßenrennen, Einzelzeitfahren

2018
- eine Etappe und Punktewertung Tour of Uppsala

2020
- Österreichische Meisterin – Straßenrennen

2021
- Österreichische Meisterin – Straßenrennen

2024
- Dwars door de Westhoek

2025
- Österreichische Meisterin – Straßenrennen

### Bahn
2015
- Österreichische Meisterin – Omnium, Scratch, 500-Meter-Zeitfahren

2020
- Österreichische Meisterin – Omnium

2022
- Österreichische Meisterin – Punktefahren, Scratch, Temporennen, Omnium und Zweier-Mannschaftsfahren (mit Verena Eberhardt)